# ココチュ (コンゴタン部)
ココチュ（モンゴル語: Kököčü、中国語: 闊闊出、生没年不詳）は、コンゴタン氏出身でチンギス・カンに仕えたシャーマン。チンギス・カンという尊称を奉った人物とされる（『集史』）。『元朝秘史』の漢字表記では闊闊出(kuòkuòchū)、『集史』などのペルシア語史料ではكوكچو (Kūkuchū)と記される。
「テブ・テングリ（Teb Tenggeri、「天つ神巫」の意）」の称号でも知られていた。この称号は『元朝秘史』では帖卜騰格里(tièbŭténggélǐ)、『集史』ではتبتنكری(tebtenkerī)として記されている。

## 概要

### 人物
モンリク・エチゲの息子として生まれた。弟にはトルン・チェルビ、スイケトゥ・チェルビ、スト・ノヤン、ダイル（諸説あり）らがいた。
コンゴタン部は代々シャーマンを輩出する特殊な一族で、ココチュもまたテムジン（後のチンギス・カン）にシャーマンとして仕えていた。『集史』「オロナウル部族志」にはココチュが「常に見えない世界や未来のことを伝えた」ことや、「真冬にオノン河やケルレン河で裸で座り、ココチュの体温で氷が溶け出し蒸気が立ちこめた」こと、「民衆の間で『ココチュは灰色の馬に乗って天に昇るだろう』と信じられていた」ことなどが記されている。
ココチュはたびたび「神は汝が世界の帝王になるだろうと仰っている」と語り、また「チンギス・カン」という称号を創案したことなどにより、チンギス・カンの信任を得ていた。父のモンリクがチンギス・カンの義父として尊重されていたことや、「チンギス・カン」号の創案といった宗教的権威を背景に、ココチュとその一族は建国直後のモンゴル帝国においてチンギス・カンの一族を上回る絶大な権勢を得るに至った。

### ココチュの増長と死
『元朝秘史』によると、増長したココチュの一族はある時チンギス・カンの弟のジョチ・カサルを取り囲んでこれを打ち据えた。カサルはこれをチンギス・カンに訴え出たものの、別事で怒っていたためチンギス・カンはカサルの訴えに耳をかさず、思い悩んだジョチ・カサルは3日間チンギス・カンと顔を合わさなかった。
その間、ココチュはジョチ・カサルが帝位を狙っているとチンギス・カンに吹き込んだため、これを真に受けたチンギス・カンは自らジョチ・カサルの下を訪れ問い詰めようとした。この一件を察知したオッチギン王家に仕えるクチュとココチュはホエルンに事の次第を報告し、事情を知ったホエルンがチンギス・カンを説得したことでジョチ・カサルは一旦許された。しかし、その後密かにチンギス・カンはカサル家の部民を奪い取ってしまい、カサル家の千人隊長ジェブケはバルグジン地方に逃れてしまった。
ますます増長したココチュの下には多くの民が集まり、チンギス・カンの末弟のテムゲ・オッチギンの部民も一部がココチュに奪われた。これを知ったオッチギンはソコルという使者（イルチ）をココチュの下に派遣したが、ココチュはオッチギンの訴えを嘲弄した上で使者を笞討たせ、徒歩で帰らせた。激怒したオッチギンは自らココチュの下を訪れたが、ココチュの一族に取り囲まれたオッチギンは謝罪と土下座を強要されるという屈辱的な仕打ちを受けて帰ることになった。オッチギンはカサルと同様にチンギス・カンに直接訴え出た所、隣にいた妻のボルテも涙ながらにココチュの増長を放置してはおけないと訴えたため、チンギス・カンはようやくオッチギンに何らかの対処をせよと命じた。
オッチギンはココチュがチンギス・カンの下を訪れる時を見計らって配下の力士3人を近くに潜ませ、ココチュが自らの一族とともに訪れると、オッチギンは自ら相撲の勝負をココチュに挑んだ。両者ともに襟首を掴んで組み合ったところ、ココチュの帽子が落ち、それをモンリクが拾った。それを見ていたチンギス・カンは外で勝負を続けるように命じ、外に引きずり出されたココチュはオッチギンの3人の力士に取り囲まれて背骨を折られ、殺された。
なお、『集史』では「チンギス・カンとココチュが対立したため」「チンギス・カンの命を受けたジョチ・カサルによって殺された」と記されており、「チンギス・カンの弟達とココチュが対立したため」「チンギス・カンから対処を命じられたテムゲ・オッチギンの指示によって殺された」とする『元朝秘史』の記述と細部が食い違う。この点について宇野伸浩は『元朝秘史』ではモンリク・エチゲがホエルンと再婚したことを伏せる傾向があることを指摘した上で、「義父の息子を殺害させた」という悪評を避けるため『元朝秘史』ではチンギス・カンの関与をなるべく排除した語り口になっているのだ、と指摘している。

## 子孫
ココチュの息子にはキプチャク（قبچاق/qibchāq）という人物がおり、『集史』「クビライ・カアン紀」第三部（事実上の「アリクブケ伝」）によると、アリクブケの末子のメリク・テムルの下で右翼万人隊長を務めていたという。
また、同書によるとメリク・テムル・ウルスにはキプチャクの他にアラカ（الاقا/ālāqā）、サクタイ（ساقتی/sāqtaī）、スゲ（سوکه/sūka）といったコンゴタン出身の将軍が所属していた。メリク・テムル・ウルスに多数のコンゴタン部族出身者が所属していたのは、「末子相続」という慣習があるモンゴルにおいて、チンギス・カンの末子（トルイ）の末子（アリクブケ）の末子たるメリク・テムルが祖先祭祀を行う役目を担っていたためと推測されている。

## コンゴタン氏モンリク家
- モンリク・エチゲ（Mönglik Ečige ＞蒙力克額赤格/ménglìkè échìgé,منکلیک یجیکه/Munklīk Ījīka）
  - ココチュ＝テブ・テングリ（Kököčü ＞闊闊出/kuòkuòchū,کوکجو/Kūkajū）
    - キプチャク（Qibčaq ＞قبچاق/Qibchāq）

  - トルン・チェルビ（Tulun Čerbi ＞脱欒扯児必/tuōluán chĕérbì,تولون چربی/Tūlūn Cherbī）
    - バイバク（Baibaq ＞伯八/bǎibā）
      - バラク（Baraq ＞八剌/bālà）
        - アドゥーチ（Adūči ＞何都兀赤/hédōuwùchì）

      - ブラルキ（Buralqi ＞不蘭奚/bùlánxī）

  - スイケトゥ・チェルビ（Süyiketü Čerbi ＞速亦客禿扯児必/sùyìkètū chĕérbì,سوکتو چربی/Sūkātū Cherbī）
  - スト・ノヤン（Sutu noyan ＞سوتو نویان/Sūtū Nūyān）
  - ダイル（Dayir ＞荅亦児/tàyìér,دایر/Dāīr）
    - ハラカト・ノヤン（Halaqato noyan ＞هلقتو نویان/Halaqatū Nūyān）